# Reno FC
Reno FC – jamajski klub piłkarski grający obecnie w Jamaican League. Klub ma siedzibę w Savanna-la-Mar. Swoje mecze rozgrywa na stadionie Frome Sports Club, który może pomieścić 2.000 widzów.
Jednym z bardziej znanych zawodników Reno FC jest piłkarz, a obecnie trener tego zespołu, Aaron Lawrence, który występował w reprezentacji Jamajki.
Do największych osiągnięć klubu należy:
- Trzykrotne mistrzostwo kraju, w latach 1990, 1991, 1995,
- Dwukrotne zdobycie Pucharu Jamajki. w latach 1995, 1996.